# Ocho antiguas provincias de Corea

Mapa provincial de Corea unida, antes de la invasión japonesa de 1910.

Durante la mayor parte de la dinastía Joseon, Corea estuvo dividida en 8 provincias («do»; en hangul, 도; en hanja, 道). Las respectivas fronteras permanecieron sin cambios durante prácticamente cinco siglos, de 1413 a 1895.

## Historia

### Provincias antes de 1895
En 1413 (el año 13 del reinado del rey Taejong), la frontera nororiental de Corea se extendía hasta el río Tumen. El país fue dividido entonces en ocho provincias: Chungcheong, Gangwon, Gyeonggi, Gyeongsang, Jeolla, P'unghae (renombrada como Hwanghae en 1417), Pyongan y Yŏnggil (renombrada como Hamgyŏng en 1509).

### Distritos de 1895-1896

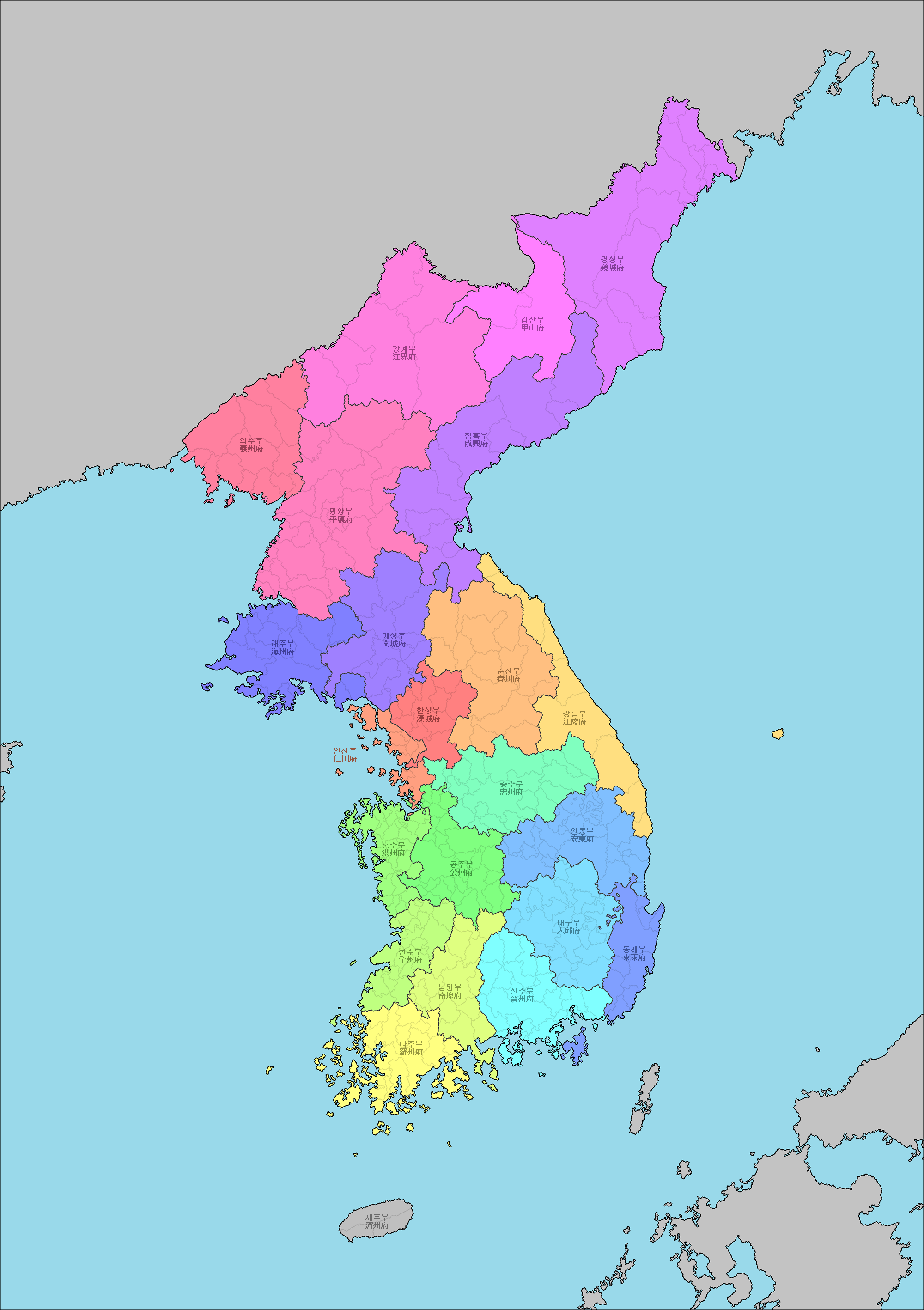
23 distritos de 1895 (Isipsambu).

Durante casi 500 años, el sistema de ocho provincias se mantuvo prácticamente sin cambios. En 1895 (el año 32 del reinado del rey Gojong), se abolió el sistema provincial de cinco siglos de antigüedad. El 26 de mayo de ese año, como parte de la reforma Gabo, el país fue redividido en 23 distritos, cada uno nombrado de acuerdo a su ciudad capital.

### Restauración de las provincias en 1896

13 provincias de 1896 (Sipsamdo).

Sin embargo, el nuevo sistema de distritos no duró mucho, ya que un año después, el 4 de agosto de 1896 (el año 33 del rey Gojong), se restauraron las ocho provincias anteriores, cinco de ellas (Chungcheong, Gyeongsang, Jeolla, Hamgyŏng y P'yŏngan), siendo divididas en mitades norte y sur, para formar un total de 13 provincias.
Las 13 provincias resultantes de las ocho provincias tradicionales, de las cuales cinco simplemente se habían dividido por la mitad, permanecieron sin cambios durante toda la vida del Imperio coreano (1897-1910) y el período de ocupación japonesa (1910-1945). Desde el final de la Segunda Guerra Mundial y la división de Corea en 1945, se han agregado ciudades y regiones administrativas especiales y un puñado de nuevas provincias tanto en Corea del Sur como en Corea del Norte.

## Importancia cultural
Los límites entre las ocho provincias en su mayor parte seguían ríos, cadenas montañosas y otros límites naturales y, en consecuencia, correspondían estrechamente a las divisiones dialectales y culturales. Debido a este ajuste natural entre los límites provinciales y el «mundo real», la mayoría de los límites y nombres provinciales han sobrevivido de una forma u otra hasta el día de hoy, y la mayoría de los coreanos son muy conscientes de las distinciones regionales y dialectales que aún existen.
Por ejemplo, existe una famosa rivalidad regional entre los residentes de Gyeongsang y Jeolla, debido a diferencias sociales, económicas y políticas históricas. La mayoría de las provincias tradicionales también tenían nombres regionales alternativos que todavía se usan (especialmente Honam, Yeongdong y Yeongnam) al menos en el lenguaje coloquial.

## Uso moderno
El término paldo («ocho provincias») se usa a menudo como abreviatura para denotar a Corea como un todo, o para describir la cultura popular tradicional de las regiones de Corea. Así, a veces se encuentran expresiones como:
- Paldo kimchi en referencia a las muchas variedades de kimchi exclusivas de determinadas regiones de Corea;
- Paldo Arirang para denotar los cientos de versiones regionales de la canción folklórica popular Arirang; y
- Paldo sori para referirse en términos generales a la diversidad de la música folclórica (sori; «sonidos») en toda Corea.

Por comparación, el término provincias de Irlanda, se utiliza tanto para referirse a las cuatro antiguas provincias así como para hablar de toda la isla.

## Nombres
Con la excepción de Gyeonggi, cada provincia tomó su nombre de la inicial en caracteres hanja de dos de sus principales ciudades. El origen del nombre de cada provincia se detalla en la siguiente tabla.

## Provincias
| Provincia   | Hangul | Hanja  | Origen del nombre   | Capital         | Nombre regional                    | Dialecto        | Provincia después de 1896                      |
| ----------- | ------ | ------ | ------------------- | --------------- | ---------------------------------- | --------------- | ---------------------------------------------- |
| Chungcheong | 충청도 | 忠淸道 | Chungju + Cheongju  | Gongju          | Hoseo (1)                          | Chungcheong     | Chungcheong del Norte/Chungcheong del Sur      |
| Gangwon     | 강원도 | 江原道 | Gangneung + Wonju   | Wonju           | Gwandong (Yeongseo, Yeongdong) (2) | Gangwon         | Gangwon                                        |
| Gyeonggi    | 경기도 | 京畿道 |                     | Hanseong (Seúl) | Gijeon (3)                         | Seúl            | Gyeonggi                                       |
| Gyeongsang  | 경상도 | 慶尙道 | Gyeongju + Sangju   | Daegu           | Yeongnam                           | Gyeongsang      | Gyeongsang del Norte/Gyeongsang del Sur        |
| Hamgyŏng    | 함경도 | 咸鏡道 | Hamhŭng + Kyŏngsŏng | Hamhŭng         | Dongbuk Kwanbuk, Kwannam (4)       | Hamgyŏng        | Hamgyong del Norte/Hamgyong del Sur            |
| Hwanghae    | 황해도 | 黃海道 | Hwangju + Haeju     | Haeju           | Haesŏ                              | Hwanghae        | Hwanghae (5)                                   |
| Jeolla      | 전라도 | 全羅道 | Jeonju + Naju (6)   | Jeonju          | Honam                              | Jeolla Jeju (7) | Jeolla del Norte/Jeolla del Sur Jeolla/Jeju-do |
| P'yŏngan    | 평안도 | 平安道 | P'yŏngyang + Anju   | P'yŏngyang      | Kwansŏ                             | P'yŏngan        | Pyongan del Norte/Pyongan del Sur              |